# Aphonopelma minchi
Aphonopelma minchi är en spindelart som beskrevs av Smith 1995. Aphonopelma minchi ingår i släktet Aphonopelma och familjen fågelspindlar. Inga underarter finns listade i Catalogue of Life.